# Mychal Mulder
Mychal Ronald Mulder (Etobicoke, Ontario, 12 de junio de 1994) es un baloncestista canadiense que actualmente se encuentra sin equipo. Con 1,91 metros de estatura, juega en la posición de escolta.

## Trayectoria deportiva

### Universidad

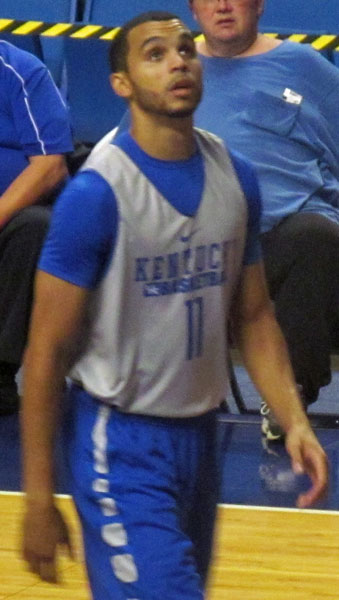
Mychal Mulder con Kentucky en 2015.

Jugó dos años en la Universidad Vincennes, perteneciente a la NJCAA, promediando en la segunda de ellas 15,7 puntos y 6,9 rebotes por partido. En 2015 fue transferido a los Wildcats de la Universidad de Kentucky, en las que promedió 2,9 puntos y 1,3 rebotes por partido, tras un primer año en el que apenas contó para su entrenador John Calipari.

### Profesional
Tras no ser elegido en el Draft de la NBA de 2017, fue invitado a jugar las Ligas de Verano de la NBA por los Toronto Raptors. Allí jugó tres partidos, en los que promedió 2,7 puntos y 1,0 rebotes. En el mes de octubre fue elegido por los Windy City Bulls en la novena posición de la primera ronda del Draft de la NBA Development League.
El 27 de febrero firmó un contrato de 10 días con Golden State Warriors, debutando ese mismo día ante Los Angeles Lakers.
El 26 de octubre de 2021 firmó un contrato dual con los Orlando Magic y su filial en la G League, los Lakeland Magic. Siendo cortado el 6 de enero de 20222 tras 15 encuentros con el primer equipo.
El 3 de marzo de 2022, firma un contrato con los Sioux Falls Skyforce. Y el 24 de marzo un contrato dual con los Miami Heat.
El 16 de julio de 2022 fue cortado por los Heat, pero repescado el 9 de octubre.
El 1 de septiembre de 2023, los derechos de Mulder se transfirieron a los  Memphis Hustle, y el 30 de septiembre firmó con los Memphis Grizzlies. Sin embargo, fue despedido el 16 de octubre y el 30 de octubre se unió al Hustle.
El 27 de diciembre de 2023 fue traspasado a los Capital City Go-Go a cambio de DeJon Jarreau.

## Estadísticas de su carrera en la NBA

### Temporada regular
| Año     | Equipo       | PJ | PT | MPP  | %TC  | %3P  | %TL   | RPP | APP | ROB | TPP | PPP  |
| ------- | ------------ | -- | -- | ---- | ---- | ---- | ----- | --- | --- | --- | --- | ---- |
| 2019-20 | Golden State | 7  | 3  | 29.1 | .388 | .308 | .750  | 3.3 | 1.1 | .3  | .1  | 11.0 |
| 2020-21 | Golden State | 60 | 6  | 12.8 | .449 | .397 | .636  | 1.0 | .4  | .2  | .2  | 5.6  |
| 2021-22 | Orlando      | 15 | 2  | 13.0 | .299 | .283 | 1.000 | 1.4 | .2  | .3  | .1  | 3.7  |
| 2021-22 | Miami        | 2  | 1  | 22.0 | .400 | .500 | 1.000 | 1.5 | 1.0 | .0  | .5  | 7.0  |
| Total   | Total        | 84 | 12 | 14.4 | .413 | .369 | .711  | 1.3 | .5  | .2  | .2  | 5.8  |